# بيني بيكر
بيني بيكر (بالإنجليزية: Penny Baker)‏ هي عارضة أمريكية، ولدت في 5 أكتوبر 1965 في بوفالو في الولايات المتحدة.

## وصلات خارجية
- بيني بيكر على موقع IMDb (الإنجليزية)